# 33624 Omersiddiqui
33624 Omersiddiqui este o planetă minoră (asteroid) din centura de asteroizi. A fost descoperită pe 12 mai 1999 la Experimental Test Site⁠(d) de Lincoln Near-Earth Asteroid Research. 
Obiectul prezintă o orbită caracterizată de o semiaxă mare de 2,328644 UAi, o excentricitate de 0,15, o înclinație de 5,5512 ° în raport cu ecliptica.